# Sant Julià de Tregurà
Sant Julià de Tregurà és una església del nucli Tregurà de Dalt, part del municipi de Vilallonga de Ter (Ripollès), inclosa en l'Inventari del Patrimoni Arquitectònic de Catalunya.

## Descripció
Església a la qual s'accedeix per la part oest a través del cementiri.
La façana, construïda en fase posterior i bastant recent, desfigura l'origen romànic de l'església i suporta un campanar en forma de torre.
Adossat a l'església hi ha un gran casal (rectoria).
També es transformà l'absis, convertint-lo en un presbiteri de forma quadrada.
L'interior té molt poc interès artístic, conservant només de l'època romànica l'estructura de la nau.
Les reformes sofertes es poden datar aproximadament entre els segles xviii i xix, havent estat restaurada fa pocs anys.
S'hi venera a sant Julià de Toledo, patró de la parròquia.

## Història
Els documents més antics que es coneixen de l'església corresponen al segle x. Fent una anàlisi actual de les estructures existents i de les arts manifestes en la decoració podem deduir, buscant paral·lelismes amb altres esglésies, que cap a la fi del segle xviii i principis del XIX va sofrir una gran transformació: desaparició de l'absis, construcció de la nova façana, del campanar i del baldaquí, restant de la primitiva església tan sols la nau, encara que molt transformada també pels arrebossats i estucs.
Fa pocs anys es va dur a terme una restauració general, amb no gaire bon resultat.